# Herb Koszyc
Herb Koszyc – jeden z symboli miasta Koszyce, w postaci herbu.

## Wygląd i symbolika
Herb przedstawia na tarczy trójdzielnej w pas, w głowicy w polu błękitnym trzy złote lilie. Pole środkowe dzielone jest na poziome pasy srebrno-czerwone, z połową koronowanego białego orła w części lewej. U podstawy w polu błękitnym trzy lilie (w układzie 1,2) rozdzielone skosem szachowanym złoto-czerwono.
W wersji wielkiej tarczę herbu ozdobioną dwoma hełmami i labrami czerwono-srebrnymi trzyma anioł o błękitnych skrzydłach.

## Historia
Król węgierski Ludwik I 7 maja 1369 roku udzielił Koszycom prawa posługiwania się herbem. Był to pierwszy taki dokument w Europie. Pierwotny herb przedstawiał lwa pośród lilii. W 1423 roku król Zygmunt Luksemburczyk nadał miastu nowy herb – trzy złote lilie w polu błękitnym i pasy srebrno-czerwone i anioła jako trzymacza herbu.
Obecnie używany przez miasto herb został nadany przez króla Władysława II Jagiellończyka 8 grudnia 1502 roku, dodając na pasy srebrno-czerwone połowę polskiego białego orła i w podstawie herb żony Anny de Foix. Dodał również dwa hełmy ze złotymi koronami na tarczę.